# Maksi
Maksi är en ort i Indien.   Den ligger i distriktet Shajapur och delstaten Madhya Pradesh, i den centrala delen av landet, 600 km söder om huvudstaden New Delhi. Maksi ligger 503 meter över havet och antalet invånare är 20 094.
Terrängen runt Maksi är platt. Runt Maksi är det ganska tätbefolkat, med 239 invånare per kvadratkilometer. Närmaste större samhälle är Tarāna, 13,3 km nordväst om Maksi. Trakten runt Maksi består till största delen av jordbruksmark.